# La Muerte
La Muerte – szósty album holenderskiej grupy deathmetalowej Gorefest. Został wydany w 2005 przez Nuclear Blast.

## Lista utworów
Opracowano na podstawie materiału źródłowego.
| Nr  | Tytuł utworu                          | Długość |
| --- | ------------------------------------- | ------- |
| 1.  | „For the Masses”                      | 04:47   |
| 2.  | „When the Dead Walk the Earth”        | 04:46   |
| 3.  | „You Could Make Me Kill”              | 05:45   |
| 4.  | „Malicious Intent”                    | 05:47   |
| 5.  | „Rogue State”                         | 07:09   |
| 6.  | „The Call”                            | 04:52   |
| 7.  | „Of Death and Chaos (A Grand Finale)” | 04:14   |
| 8.  | „Man to Fall”                         | 03:50   |
| 9.  | „Exorcism”                            | 04:09   |
| 10. | „The New Gods”                        | 04:08   |
| 11. | „'Till Fingers Bleed”                 | 05:18   |
| 12. | „La Muerte” (utwór instrumentalny)    | 09:54   |
|     |                                       | 1:04:39 |

| Bonus DVD | Bonus DVD                                | Bonus DVD |
| Nr        | Tytuł utworu                             | Długość   |
| --------- | ---------------------------------------- | --------- |
| 1.        | „Making "La Muerte" Pt. 1”               | 3:52      |
| 2.        | „Talkfest”                               | 14:22     |
| 3.        | „Making "La Muerte" Pt. 2”               | 6:18      |
| 4.        | „From Ignorance To Oblivion (Live 2005)” | 5:20      |
| 5.        | „Tools Of The Trade”                     | 6:14      |
|           |                                          | 36:06     |

## Twórcy
Opracowano na podstawie materiału źródłowego.
| Zespół Gorefest w składzie - Jan Chris de Koeijer - wokal, gitara basowa - Frank Harthoorn - gitara - Boudewijn Bonebakker - gitara - Ed Warby - perkusja |  | Inni - Tue Madsen – miksowanie - Dennis Leidelmeijer, Hans Pieters – inżynieria dźwięku - Werner Heinsman, Peter Blok – zdjęcia - Rob Middleton, Tobe – oprawa graficzna |